# Keyshia Cole
Pour les articles homonymes, voir Cole.
Keyshia Cole, née le 15 octobre 1981 à Oakland en Californie, est une chanteuse américaine de RnB et de soul.

## Biographie

### Carrière
Son premier album, The Way It Is, sort aux États-Unis en juin 2005. C'est un succès commercial, notamment grâce aux chansons I Changed My Mind et Love. Son deuxième album, nommé Just Like You, sort fin 2007. Son troisième album, A Different Me, sort un an plus tard.
En France, elle est plus connue grâce à sa chanson Love[réf. nécessaire], où le chanteur et mannequin Tyrese fait son apparition, mais aussi grâce à son duo avec Sean Paul, Give It Up To Me et celui avec P. Diddy, Last Night.
En septembre 2013, Cole retourne en studio et commence à enregistrer son sixième album studio ainsi qu'une nouvelle compilation. Celle-ci, actuellement sans titre, est prête à être publiée au début de 2014 avec des collaborations avec Future, French Montana, Sean Kingston, Wale, et August Alsina.
Le 2 octobre 2013, il a été confirmé que Keyshia Cole et son ancien manager Manny Halley avaient résolu leurs différends[Lesquels ?]. Son single Next Time est diffusé à la radio le 1er avril 2014. Le nouvel album se nomme Point Of No Return.

### Vie privée
En mai 2009, Keyshia commence à fréquenter le joueur de basketball Daniel Gibson. Ils se fiancent le 1er janvier 2010 et deux mois plus tard, elle donne naissance à Daniel Hiram Gibson, Jr. Elle se marie avec Daniel Gibson le 21 mai 2011. En avril 2017, Keyshia annonce qu'elle et Daniel sont en instance de divorce.
En 2019, elle annonce qu'elle attend un enfant, avec son petit ami, Niko Khale. Elle donne naissance à Tobias Khale le 1er août 2019,. En octobre 2020, Niko Khale a confirmé que lui et Keyshia avaient mis fin à leur relation.
En avril 2022, Keyshia a été en couple avec l'ancien receveur de la NFL, Antonio Brown.
En avril 2024, Keyshia a été aperçu dans une boîte de nuit d'Atlanta, en Géorgie, avec le rappeur Hunxho (en), ce qui a déclenché des rumeurs d'idylle. Ces rumeurs ont été confirmées lorsque Hunxho a révélé publiquement que Keyshia et lui sortaient ensemble. Le 16 mars 2025, Keyshia a confirmé qu'elle et Hunxho avaient rompu.

## Discographie
- 2005 : The Way It Is
- 2007 : Just Like You
- 2008 : A Different Me
- 2010 : Calling All Hearts
- 2012 : Woman to Woman
- 2014 : Point of No Return (en)

## Singles
- 2004 : Never (featuring Ève)
- 2005 : I Changed My Mind (featuring Kanye West)
- 2005 : I Just Want It to Be Over
- 2005 : I Should Have Cheated
- 2006 : Love
- 2007 : Give It Up to Me (featuring Sean Paul)
- 2007 : Last Night (featuring P. Diddy)
- 2007 : Let It Go (featuring Lil' Kim & Missy Elliott)
- 2007 : Shoulda Let You Go (featuring Amina)
- 2007 : I Remember
- 2008 : Heaven Sent
- 2008: Fallin' Out
- 2008 : Playa Cardz Right (featuring 2Pac)
- 2009 : You Complete Me
- 2009 : Trust (featuring Monica)
- 2010 : I Ain't Thru (featuring Nicki Minaj)
- 2011 : Take Me Away
- 2012 : Enough of No Love (featuring Lil Wayne)
- 2012 : Trust and Believe